# Chuang-ti nej-ťing
Kánon Chuang-ti nej-ťing (čínsky pchin-jinem Huángdì nèijīng, znaky zjednodušené 黄帝内经, tradiční 黃帝內經), neboli Vnitřní kniha Žlutého císaře, je základní dílo tradiční čínské medicíny, jež je zároveň považováno i za její nejstarší dílo. Čínskou tradicí je připisováno mytickému Žlutému císaři.
Původně se tento kánon skládal ze dvou dílů: Vnitřní knihy (Nej-ťing) a Vnější knihy (Waj-ťing), avšak Vnější kniha se nedochovala. Vlastní Nej-ťing tvoří dvě samostatné knihy: Kniha prostých či základních otázek (Su-wen) a Zázračný čep (Ling-šu).
Druhým základním dílem tradiční čínské medicíny je Kniha složitých otázek nebo Kniha složitostí (Nan-ťing).

## Historie textu
Americký historik Nathan Sivin považuje Chuang-ti nej-ťing za práci pravděpodobně z 1. století př. n. l., nejnověji (2003) německý historik Paul U. Unschuld datuje dílo do chanského období, konkrétně do období Rané Chan – 2. nebo 1. století př. n. l., s tím, že některé koncepty mohou pocházet z 3. století př. n. l. Skupina nebo skupiny raně chanských editorů tehdy (2. nebo 1. století př. n. l.) víceméně současně z různých o několik desetiletí starších zdrojů zkompilovaly čtyři základní díla tradiční čínské medicíny, a sice Chuang-ti nej-ťing su-wen, Chuang-ti nej-ťing ling-šu, Nan-ťing a Chuang-ti nej-ťing tchaj-su.
Během následujících staletí se kniha stala předmětem úprav a doplňování, nejvýznamnější byly zásahy Wang Pinga v 8. století. Poté provedli menší redakční úpravy pouze učenci císařské knihovny v 11. století, zachovaný text je tak stabilizován posledních dvanáct století.